# Nerthra manni
Nerthra manni är en insektsart som beskrevs av Todd 1955. Nerthra manni ingår i släktet Nerthra och familjen Gelastocoridae. Inga underarter finns listade i Catalogue of Life.